# 수근계

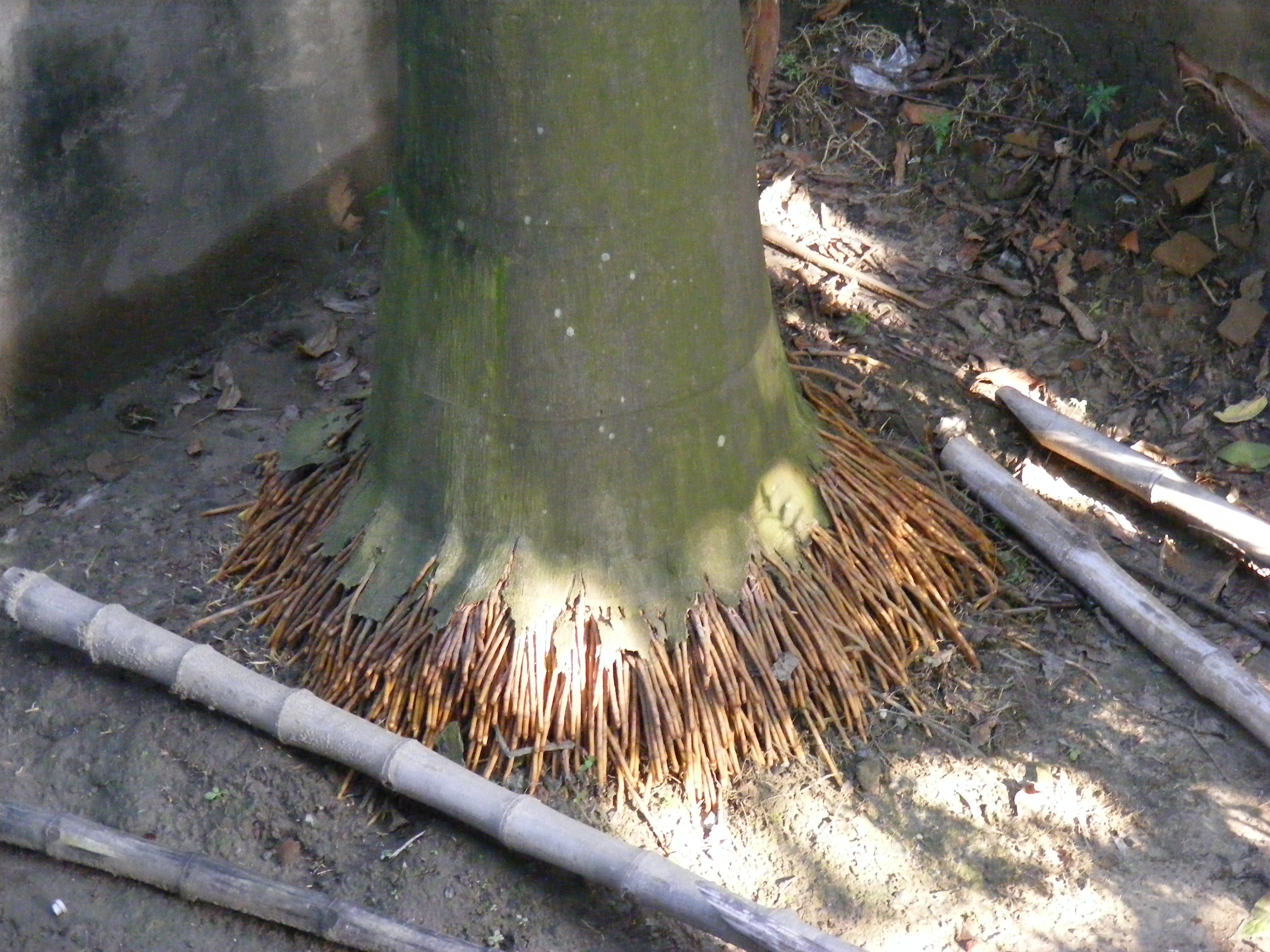
인도 콜카타 주, 성숙한 쿠바 로얄야자의 수근

수근계는 식물 뿌리 갈래의 종류로 주근계와 반대된다. 주로 줄기에서 자라는 가늘고 적당히 갈라진 뿌리로부터 형성된다. 수근계는 외떡잎식물과 양치식물에서 보편적이다.
대부분의 나무들은 미성숙할 때 주근을 갖고 있지만, 몇 년이 지나면 주로 지면과 수평인 표면뿌리와 지면과 수직적이고 깊은 뿌리로 바뀐다. 키가 30-50m인 전형적인 성숙한 나무는 모든 방향으로 지면과 수평으로 뻗어나가는 뿌리를 가지고 있지만, 뿌리의 95% 이상이 흙 표면으로부터 50cm까지의 깊이에 분포한다.
수근을 가진 식물은 코코야자, 풀, 로즈마리 등이다. 수근은 땅 표면 부근에서 자란다. 평행한 맥을 가진 잎은 수근 가지고 있다.
일부는 식물이 흙의 최상층에 뿌리를 내리고 밭 전체를 덮음으로써 침식을 막는 데 도움을 주는 수근계를 가지고 있다. 수근계에서 뿌리는 토양 안쪽으로 자라며 옆으로 분기하기도 한다. 식물이 성장하는 동안 배뿌리가 다시 죽기 때문에 곧은 뿌리가 없는 미세한 뿌리 덩어리를 형성한다.